# Кудерметов, Эдуард Дамирович
Эдуард Дамирович Кудерметов (род. 7 марта 1972, Казань) — советский и российский хоккеист, выступавший на позиции нападающего, хват клюшки — левый. Воспитанник казанского «Ак Барса».

## Биография
В 1986 год был приглашён в юниорскую сборную СССР. Одновременно с этим его первый тренер Александр Дюмин рекомендовал юного хоккеиста в киевскую ШВСМ. Проиграл два сезона в киевском «Соколе», в котором дебютировал в высшей лиге чемпионата СССР, заработал 6 очков по системе гол+пас (4+2), после чего перешёл в «Итиль».
В составе «Ак Барса» провёл 10 сезонов, стал чемпионом России 1998 года.
В 2002 год перешёл в магнитогорский «Металлург», в составе которого провёл 4 полных сезона и вторую половину сезона 2006/2007, в котором завоевал золотые медали. Первую половину чемпионского сезона провёл в ЦСКА.
Сезон 2007/2008 Кудерметов начал в составе «Металлурга», однако вскоре перешёл в московский «Спартак», с которым подписал контракт до конца сезона. Перешёл уже с травмами и после двух операций. Из-за этого пропустил половину чемпионата, а в марте перенёс ещё одну операцию на ноге, после которой окончательно восстановиться так и не смог.
В 2008 году, проходя предсезонные сборы с ХК МВД, из-за рецидива травмы принял решение отказаться от тренировок и продолжить лечение. Расторг контракт и заявил, что, возможно, вообще завершит карьеру игрока.
Дочери Вероника и Полина — теннисистки.

## Достижения
- Чемпион России в составе казанского «Ак Барса» в 1998 году.
- Чемпион России в составе магнитогорского «Металлурга» в 2007 году.